# كي سي جونز
كي سي جونز (بالإنجليزية: K. C. Jones) مواليد 25 مايو 1932 في تايلور، هو لاعب كرة سلة أمريكي بدأ مسيرته الاحترافية في سنة 1958. بلغ طوله 6 قدم 1 بوصة (1.9 م). شارك في مسابقة كرة السلة في الألعاب الأولمبية الصيفية. اعتزل اللعب في 1967.

## فرق لعب لها
- بوسطن سيلتكس

## الميداليات
| الميدالية | المسابقة                       |
| --------- | ------------------------------ |
| ذهبية     | الألعاب الأولمبية الصيفية 1956 |

## روابط خارجية
- كي سي جونز على موقع الاتحاد الدولي لكرة السلة (الإنجليزية)
- كي سي جونز على موقع إن بي أي (الإنجليزية)
- كي سي جونز على موقع سبورتس رفرنس (الإنجليزية)
- كي سي جونز على موقع كلية كرة السلة في سبورتس رفرنس.كوم (الإنجليزية)
- كي سي جونز على موقع ريلجم (الإنجليزية)
- كي سي جونز على موقع بروبوليرز (الإنجليزية)
- كي سي جونز على موقع قاعة المشاهير الجامعة الوطنية لكرة السلة (الإنجليزية)
- كي سي جونز على موقع سبورتس رفرنس (الإنجليزية)
- كي سي جونز على موقع سبورتس رفرنس (الإنجليزية)
- كي سي جونز على موقع أوليمبيديا (الإنجليزية)